# Christmas in the Heart
Christmas in the Heart is het 34ste studioalbum van Bob Dylan en zijn eerste kerstalbum. Het werd uitgebracht op 13 oktober 2009 door Columbia Records. Het album bevat uitsluitend kerstmuziek. De gehele opbrengst van het album wordt gedoneerd aan het goede doel. Een deel gaat naar de Amerikaanse organisatie 'Feeding America', een deel naar de Britse organisatie 'Crisis' en een deel naar het World Food Program van de Verenigde Naties.
In de Verenigde Staten kwam het album binnen op de eerste positie in de Holiday Chart en de Folk Albums Chart van het tijdschrift Billboard.

## Tracklist
| 1.                 | Here Comes Saunta Claus (Gene Autry/Oakley Haldeman)                | 2:35 |
| 2.                 | Do You Hear What I Hear? (Noël Regney/Gloria Shayne Baker)          | 3:02 |
| 3.                 | Winter Wonderland (Felix Bernard/Richard B. Smith)                  | 1:52 |
| 4.                 | Hark! The Herald Angels Sing (Traditional, arr. Dylan)              | 2:30 |
| 5.                 | I'll Be Home for Christmas (Buck Ram/Kim Gannon/Walter Kent)        | 2:54 |
| 6.                 | Little Drummer Boy (Katherine K. Davis/Henry Onorati/Harry Simeone) | 2:52 |
| 7.                 | The Christmas Blues (Sammy Cahn/David Jack Holt)                    | 2:54 |
| 8.                 | O' Come All Ye Faithful (Adeste Fideles) (Traditional, arr. Dylan)  | 2:48 |
| 9.                 | Have Yourself a Merry Little Christmas (Hugh Martin/Ralph Blane)    | 4:06 |
| 10.                | Must Be Santa (William Fredericks/Hal Moore)                        | 2:48 |
| 11.                | Silver Bells (Jay Livingston/Ray Evans)                             | 2:35 |
| 12.                | The First Noel (Traditional, arr. Dylan)                            | 2:30 |
| 13.                | Christmas Island (Lyle Moraine)                                     | 2:27 |
| 14.                | The Christmas Song (Mel Tormé/Robert Wells)                         | 3:56 |
| 15.                | O Little Town of Bethlehem (Traditional, arr. Dylan)                | 2:17 |
| Totale duur: 42:06 |                                                                     |      |

## Bezetting

### Band
- Bob Dylan – gitaar, keyboards, zang, mondharmonica
- Tony Garnier – basgitaar
- Phil Upchurch – gitaar, mandoline
- Patrick Warren - piano, orgel, celeste
- David Hidalgo – accordeon, gitaar, mandoline, viool
- Donnie Herron – steel guitar, mandoline, trompet, viool
- George Recile – drums, percussie

### Koor
- Amanda Barrett
- Bill Cantos
- Randy Crenshaw
- Abby DeWald
- Nicole Eva Emery
- Walt Harrah
- Robert Joyce

### Studio-personeel
- Jack Frost (Bob Dylan) – producer
- David Bianco – opname, geluidsmix
- David Spreng – engineer
- Bil Lane – assistant engineer
- Glen Suravech – assistant engineer
- Rich Tosti
- Ed Wong

### Illustratie
- ViusalLanguage.com – buitenhoes
- Leonard Freed/Magnum Photos – foto binnenzijde
- Ewin Fotheringham – achterkant
- Coco Shinomiya – design
- Olivia De Berandis - binnenhoes

## Trivia
- De nummers zijn opgenomen in een studio in Santa Monica. Deze studio is eigendom van de zanger Jackson Browne.[10]

## Hitnotering
| "Christmas in the Heart" in de Nederlandse Album Top 100 - binnen: 17-10-2009 | "Christmas in the Heart" in de Nederlandse Album Top 100 - binnen: 17-10-2009 | "Christmas in the Heart" in de Nederlandse Album Top 100 - binnen: 17-10-2009 | "Christmas in the Heart" in de Nederlandse Album Top 100 - binnen: 17-10-2009 | "Christmas in the Heart" in de Nederlandse Album Top 100 - binnen: 17-10-2009 | "Christmas in the Heart" in de Nederlandse Album Top 100 - binnen: 17-10-2009 | "Christmas in the Heart" in de Nederlandse Album Top 100 - binnen: 17-10-2009 | "Christmas in the Heart" in de Nederlandse Album Top 100 - binnen: 17-10-2009 | "Christmas in the Heart" in de Nederlandse Album Top 100 - binnen: 17-10-2009 | "Christmas in the Heart" in de Nederlandse Album Top 100 - binnen: 17-10-2009 | "Christmas in the Heart" in de Nederlandse Album Top 100 - binnen: 17-10-2009 |
| Week                                                                          | 01                                                                            | 02                                                                            | 03                                                                            | 04                                                                            | 05                                                                            |                                                                               | 06                                                                            | 07                                                                            | 08                                                                            |                                                                               |
| ----------------------------------------------------------------------------- | ----------------------------------------------------------------------------- | ----------------------------------------------------------------------------- | ----------------------------------------------------------------------------- | ----------------------------------------------------------------------------- | ----------------------------------------------------------------------------- | ----------------------------------------------------------------------------- | ----------------------------------------------------------------------------- | ----------------------------------------------------------------------------- | ----------------------------------------------------------------------------- | ----------------------------------------------------------------------------- |
| Nummer                                                                        | 34                                                                            | 45                                                                            | 62                                                                            | 43                                                                            | 89                                                                            | uit                                                                           | 66                                                                            | 74                                                                            | 78                                                                            | uit                                                                           |